# Pietro Arese
Pietro Arese (Torino, 8 ottobre 1999) è un mezzofondista e siepista italiano, detentore del primato italiano dei 1500 metri piani con il tempo di 3'30"74, ottenuto il 6 agosto 2024.

## Biografia
Piemontese di nascita, è nato a Torino ma ha sempre vissuto a San Mauro Torinese. Qui ha iniziato a praticare l'atletica leggera nel 2014, dapprima sotto la guida di Flavio Schiavino a Settimo Torinese, poi a Torino con il vogatore leggero azzurro Nerio Gainotti. Nel 2016 ha registrato la migliore prestazione italiana allievi nel miglio. 
Nel 2018 è entrato nel College del Mezzofondo di Varese, dove ha portato avanti, fino alla laurea, il percorso di studi in Ingegneria per la sicurezza del lavoro e dell’ambiente, e parallelamente l'impegno sportivo, venendo seguito da Silvano Danzi.
Dopo aver conquistato dieci titoli nazionali nelle categorie allievi, juniores e promesse, nel 2021 ha conquistato due medaglie d'oro ai campionati italiani assoluti indoor di Ancona nei 1500 e 3000 metri piani.
Ha preso parte ai campionati europei di atletica leggera indoor 2021, dove ha chiuso la gara dei 1500 metri piani in batteria con il tempo di 3'43"55, non sufficiente per la qualificazione in finale. Nel 2022 ha conquistato l'ottavo posto ai mondiali indoor di Belgrado nei 1500 metri piani.
Nell'agosto 2022 partecipa ai campionati europei di Monaco di Baviera concludendo al quarto posto nei 1500 metri piani con il tempo di 3'35"00 a soli 12 centesimi dal podio, risultato inatteso in quanto entrava nella competizione con il venticinquesimo tempo su trentuno iscritti.
Sempre nel 2022 partecipa ai campionati europei di cross a Venaria Reale come componente della staffetta mista, terminando la prima frazione al comando, contribuendo alla vittoria della squadra italiana.
Il 30 maggio 2024, durante i Bislett Games di Oslo, corre i 1500 metri piani in 3'32"13, siglando il nuovo record italiano precedentemente detenuto da Gennaro Di Napoli dal 1990. Il 12 giugno dello stesso anno ai campionati europei casalinghi di Roma conquista la medaglia di bronzo nei 1500 metri piani con il tempo di 3'33"34. Ai Giochi olimpici di Parigi conclude i 1500 m piani in ottava posizione, e con il crono di 3'30"74 migliora ulteriormente il suo record nazionale. L'8 dicembre dello stesso anno vince per la seconda volta in carriera la medaglia d'oro nella staffetta mista agli europei di corsa campestre di Antalya.

## Record nazionali
Seniores
- 1500 metri piani: 3'30"74 ( Parigi, 6 agosto 2024)
- Miglio indoor: 3'55"71 ( Padova, 29 gennaio 2023)
- 3000 metri piani indoor: 7'38"42 ( Metz, 3 febbraio 2024)

## Progressione

### 800 metri piani
| Stagione | Tempo   | Luogo                 | Data      | Rank. Mond. |
| -------- | ------- | --------------------- | --------- | ----------- |
| 2023     | 1'48"28 | Dessau                | 17-6-2023 |             |
| 2022     | 1'47"14 | Grosseto              | 16-6-2022 | 216º        |
| 2021     | 1'48"11 | Cernusco sul Naviglio | 1-9-2021  | 349º        |
| 2020     | 1'51"82 | Brugherio             | 1-9-2020  | 670º        |
| 2019     | 1'56"39 | Cernusco              | 1-9-2019  | –           |
| 2018     | 1'52"47 | Alba                  | 1-9-2018  | 1861º       |
| 2017     | 1'54"98 | Mondovì               | 2-6-2017  | 3927º       |
| 2016     | 1'58"80 | Alba                  | 3-9-2016  | –           |
| 2015     | 2'00"92 | Alba                  | 3-9-2015  | –           |

### 1500 metri piani
| Stagione | Tempo   | Luogo      | Data      | Rank. Mond. |
| -------- | ------- | ---------- | --------- | ----------- |
| 2024     | 3'30"74 | Parigi     | 6-8-2024  |             |
| 2023     | 3'33"11 | Budapest   | 20-8-2023 | 35º         |
| 2022     | 3'35"00 | Monaco     | 18-8-2022 | 35º         |
| 2021     | 3'37"23 | Bellinzona | 14-9-2021 | 124º        |
| 2020     | 3'43"67 | Bellinzona | 8-7-2020  | 256º        |
| 2019     | 3'45"65 | Bressanone | 28-7-2019 | 662º        |
| 2018     | 3'45"96 | Ferrara    | 12-5-2018 | 701º        |
| 2017     | 3'53"88 | Firenze    | 11-6-2017 | 2591º       |
| 2016     | 3'58"82 | Torino     | 7-5-2016  | –           |
| 2015     | 4'05"40 | Torino     | 9-5-2015  | –           |

### 1500 metri piani pista corta
| Stagione | Tempo   | Luogo    | Data      | Rank. Mond. |
| -------- | ------- | -------- | --------- | ----------- |
| 2023/24  | 3'37"03 | Padova   | 27-1-2024 |             |
| 2023     | 3'38"91 | Istanbul | 3-3-2023  | 53º         |
| 2022     | 3'37"31 | Belgrado | 19-3-2022 | 23º         |
| 2021     | 3'40"54 | Ancona   | 20-2-2021 | 46º         |
| 2020     | 3'46"44 | Ancona   | 22-2-2020 | 129º        |
| 2019     | 3'48"54 | Ancona   | 16-2-2019 | 162º        |
| 2018     | 3'51"14 | Ancona   | 17-2-2018 | 237º        |
| 2017     | 4'05"35 | Ancona   | 4-2-2017  | –           |

### 3000 metri piani pista corta
| Stagione | Tempo   | Luogo  | Data      | Rank. Mond. |
| -------- | ------- | ------ | --------- | ----------- |
| 2023/24  | 7'38"42 | Metz   | 3-2-2024  |             |
| 2023     | 7'58"43 | Metz   | 11-2-2023 | 230º        |
| 2022     | 7'53"50 | Padova | 30-1-2022 | 140º        |
| 2021     | 8'04"03 | Ancona | 21-2-2021 | 181º        |
| 2020     | 8'08"37 | Ancona | 9-2-2020  | 224º        |
| 2019     | 8'17"90 | Ancona | 3-2-2019  | 446º        |

### 3000 metri siepi
| Stagione | Tempo   | Luogo    | Data      | Rank. Mond. |
| -------- | ------- | -------- | --------- | ----------- |
| 2020     | 9'00"74 | Uster    | 26-6-2020 | 192º        |
| 2019     | 8'53"84 | Nembro   | 28-6-2019 | 344º        |
| 2018     | 9'04"46 | Pescara  | 8-9-2018  | 573º        |
| 2017     | 9'08"67 | Grosseto | 21-7-2017 | 737º        |
| 2016     | 9'38"00 | Orvieto  | 24-9-2016 | –           |

## Palmarès
| Anno | Manifestazione                        | Sede          | Evento          | Risultato  | Prestazione | Note                                     |
| ---- | ------------------------------------- | ------------- | --------------- | ---------- | ----------- | ---------------------------------------- |
| 2016 | Europei U18                           | Tbilisi       | 2000 m siepi    | 12º        | 6'07"60     |                                          |
| 2017 | Europei U20                           | Grosseto      | 3000 m siepi    | 10º        | 9'17"51     |                                          |
| 2018 | Mondiali U20                          | Tampere       | 1500 m piani    | Batteria   | 3'55"92     |                                          |
| 2018 | Europei di cross                      | Tilburg       | Corsa U20       | 39º        | 19'15"      |                                          |
| 2018 | Europei di cross                      | Tilburg       | A squadre       | 9º         | 103 p.      |                                          |
| 2019 | Europei U23                           | Gävle         | 1500 m piani    | 12º        | 3'54"20     |                                          |
| 2021 | Europei indoor                        | Toruń         | 1500 m piani    | Batteria   | 3'43"55     |                                          |
| 2021 | Europei U23                           | Tallinn       | 1500 m piani    | Batteria   | dq          | [ 6 ]                                    |
| 2021 | Europei di cross                      | Dublino       | Corsa U23       | 22º        | 25'21"      |                                          |
| 2021 | Europei di cross                      | Dublino       | A squadre       | 5º         | 69 p.       |                                          |
| 2022 | Mondiali indoor                       | Belgrado      | 1500 m piani    | 8º         | 3'37"60     | [ 7 ]                                    |
| 2022 | Giochi del Mediterraneo               | Orano         | 1500 m piani    | 4º         | 3'42"80     |                                          |
| 2022 | Europei                               | Monaco        | 1500 m piani    | 4º         | 3'35"00     | Miglior prestazione personale            |
| 2022 | Campionati mondiali militari di cross | Beja          | Staffetta mista | Bronzo     | 25'00"      | [ 8 ]                                    |
| 2022 | Europei di cross                      | Venaria Reale | Staffetta mista | Oro        | 17'23"      |                                          |
| 2023 | Europei indoor                        | Istanbul      | 1500 m piani    | 5º         | 3'38"91     | Miglior prestazione personale stagionale |
| 2023 | Giochi europei                        | Chorzów       | 1500 m piani    | 4º         | 3'38''13    | [ 9 ]                                    |
| 2023 | Giochi europei                        | Chorzów       | A squadre       | Oro        | 426,5 p.    | [ 9 ]                                    |
| 2023 | Mondiali                              | Budapest      | 1500 m piani    | Semifinale | 3'33"11     | Miglior prestazione personale            |
| 2023 | Europei di cross                      | Bruxelles     | Staffetta mista | 4º         | 20'06"      |                                          |
| 2024 | Mondiali indoor                       | Glasgow       | 3000 m piani    | 7º         | 7'46"46     |                                          |
| 2024 | Europei                               | Roma          | 1500 m piani    | Bronzo     | 3'33"34     |                                          |
| 2024 | Giochi olimpici                       | Parigi        | 1500 m piani    | 8°         | 3'30"74     | Record nazionale                         |
| 2024 | Europei di cross                      | Antalya       | Staffetta mista | Oro        | 18'02"      |                                          |

## Campionati nazionali
- 1 volta campione nazionale assoluto dei 1500 m piani (2023)
- 2 volte campione nazionale assoluto dei 5000 m piani (2024, 2025)
- 2 volte campione nazionale assoluto dei 1500 m piani indoor (2021, 2023)
- 1 volta campione nazionale assoluto dei 3000 m piani indoor (2021)
- 1 volta campione nazionale promesse dei 1500 m piani (2019)
- 1 volta campione nazionale promesse dei 3000 m siepi (2019)
- 1 volta campione nazionale promesse di cross corto (2019)
- 1 volta campione nazionale promesse dei 1500 m piani indoor (2020)
- 1 volta campione nazionale promesse dei 3000 m piani indoor (2020)
- 1 volta campione nazionale juniores di cross (2018)
- 1 volta campione nazionale juniores dei 1500 m piani (2018)
- 2 volte campione nazionale juniores dei 3000 m siepi (2017, 2018)
- 1 volta campione nazionale allievi dei 2000 m siepi (2016)

2015
- 12º ai campionati italiani allievi, 1500 m piani - 4'06"19

2016
- 7º ai campionati italiani allievi, 1500 m piani - 4'02"33
- Oro ai campionati italiani allievi, 2000 m siepi - 5'58"68

2017
- 5º ai campionati italiani juniores indoor, 1500 m piani - 4'05"35
- 4º ai campionati italiani juniores, 1500 m piani - 3'53"88
- Oro ai campionati italiani juniores, 3000 m siepi - 9'22"21

2018
- 5º ai campionati italiani juniores indoor, 800 m piani - 1'53"53
- Argento ai campionati italiani juniores indoor, 1500 m piani - 3'52"44
- 7º ai campionati italiani assoluti indoor, 1500 m piani - 3'51"14
- Oro ai campionati italiani juniores, 1500 m piani - 3'53"18
- Oro ai campionati italiani juniores, 3000 m siepi - 9'09"10
- 8º ai campionati italiani assoluti, 3000 m siepi - 9'04"46

2019
- Argento ai campionati italiani assoluti, 1500 m piani - 3'45"65
- Bronzo ai campionati italiani promesse indoor, 1500 m piani - 3'50"77
- Bronzo ai campionati italiani promesse indoor, 3000 m piani - 8'17"90
- Oro ai campionati italiani promesse, 1500 m piani - 3'48"45
- Oro ai campionati italiani promesse, 3000 m siepi - 9'05"67

2020
- 5º ai campionati italiani assoluti indoor, 1500 m piani - 3'46"44
- Oro ai campionati italiani promesse indoor, 1500 m piani - 3'50"09
- Oro ai campionati italiani promesse indoor, 3000 m piani - 8'08"37

2021
- Argento ai campionati italiani assoluti, 1500 m piani - 3'40"48
- Oro ai campionati italiani assoluti indoor, 1500 m piani - 3'40"54
- Oro ai campionati italiani assoluti indoor, 3000 m piani - 8'04"03
- Argento ai campionati italiani promesse, 1500 m piani - 3'44"95

2022
- Argento ai campionati italiani assoluti, 1500 m piani - 3'44"79
- 7º ai campionati italiani assoluti indoor, 1500 m piani - 3'47"84

2023
- Oro ai campionati italiani assoluti indoor, 1500 m piani - 3'48"07
- 8º ai campionati italiani assoluti indoor, 800 m piani - 1'49"59
- Oro ai campionati italiani assoluti (Molfetta), 1500 m piani - 3'46"07

2024
- Argento ai campionati italiani assoluti indoor, 3000 m piani - 7'58"92
- Argento ai campionati italiani assoluti indoor, 1500 m piani - 3'40"47
- Oro ai campionati italiani assoluti (La Spezia), 5000 m piani - 13'35"97
- Argento ai campionati italiani assoluti (La Spezia), 1500 m piani - 3'41"06

2025
- Oro ai campionati italiani universitari, 5000 m piani - 14'42"22
- Argento ai campionati italiani assoluti (Caorle), 1500 m piani - 3'42"58
- Oro ai campionati italiani assoluti (Caorle), 5000 m piani - 13'47"35

## Altre competizioni internazionali
2020
- 17º al Campaccio ( San Giorgio su Legnano) - 30'55"

2022
- 11º alla BOclassic ( Bolzano) - 29'49"
- 16º al Giro al Sas ( Trento) - 30'45"
- 16º al Campaccio ( San Giorgio su Legnano) - 30'56"

2023
- Campionati europei a squadre di atletica leggera ( Chorzów)
- 4º agli Europei a squadre ( Chorzów), 1500 m piani - 3'38"13
- 9º all'Athletissima ( Losanna), 1500 m piani - 3'36"10
- 10º alla BOclassic ( Bolzano) - 29'38"

2024
- 8º ai Bislett Games ( Oslo), 1500 m piani - 3'32"13
- Argento al Metz Moselle Athleor ( Metz), 3000 m piani indoor - 7'38"42
- Oro alla Manifestazione Indoor Open ( Padova), 1500 m piani indoor - 3'37"03
- 8º al Giro al Sas ( Trento) - 29'46"
- 15º alla Cinque Mulini ( San Vittore Olona) - 28'59"